# انتخابات سراسری مالزی (۲۰۲۲)
انتخابات سراسری مالزی (۲۰۲۲) (به انگلیسی: 2022 Malaysian general election)، که به‌طور رسمی پانزدهمین انتخابات عمومی مالزی (GE15) (به مالایی: Pilihan raya umum ke-15) می‌باشد، در روز شنبه، ۱۹ نوامبر ۲۰۲۲ برای انتخاب ۲۲۲ عضو دوان راکیات در پارلمان پانزدهم مالزی برگزار شد.
بین سال‌های ۲۰۲۰ و ۲۰۲۲، به دلیل یک بحران سیاسی، احتمال برگزاری انتخابات زودهنگام فدرال می‌رفت، اما بی‌ثباتی سیاسی ناشی از تغییر احزاب یا ائتلاف اعضای پارلمان، همراه با پیامدهای همه گیر کووید-۱۹، به استعفای دو نخست‌وزیر و فروپاشی دولت‌های ائتلافی مربوط از زمان انتخابات قبلی در سال ۲۰۱۸ انجامیده‌است.
پارلمان چهاردهم قرار بود در ۱۶ ژوئیه ۲۰۲۳ منقضی شود، پنج سال پس از اولین جلسه پارلمان چهاردهم مالزی در ۱۶ ژوئیه ۲۰۱۸ منقضی شد. با این حال، یانگ دی پرتوان آگونگ، السلطان عبدالله به درخواست نخست‌وزیر فعلی، اسماعیل صبری یعقوب، در ۱۰ اکتبر ۲۰۲۲ قوه مقننه را منحل کرد. طبق قانون اساسی، انتخابات باید ظرف ۶۰ روز پس از انحلال برگزار خواهد شد و ۹ دسامبر ۲۰۲۲ آخرین روز ممکن رای‌گیری می‌باشد.
از نظر تاریخی، انتخابات عمومی برای تمام مجالس قانونگذاری ایالتی به جز ساراواک به عنوان یک اقدام صرفه جویی در هزینه‌ها به‌طور همزمان برگزار شد. با این حال، ایالت‌ها می‌توانند مجالس مقننه خود را مستقل از پارلمان منحل کنند و چندین ایالت (صباح، مالاکا و جوهور) انتخابات زودهنگام ناشی از بحران‌های سیاسی فوق را برگزار کردند و چرخه معمول انتخابات آنها را مختل کرد. این ایالت‌ها و ساراواک اعلام کرده‌اند که همزمان انتخاباتی را برگزار نخواهند کرد. علاوه بر این، چندین ایالت دیگر، عمدتاً آنهایی که تحت حکومت ملی حزب پاکاتان هاراپان یا پریکاتان هستند، اعلام کرده‌اند که ترجیح می‌دهند یک دوره کامل را تکمیل کنند. تا ۱۹ اکتبر، تمام ایالت‌های تحت رهبری پاکاتان، پنانگ، سلانگور و نگری سمبیلان، و همچنین ایالت‌های تحت رهبری پریکاتان، کداه، کلانتان و ترنگانو، تأیید کردند که مجالس ایالتی خود را منحل نمی‌کنند.
نتایج ۲۲۰ کرسی از مجموع ۲۲۲ کرسی مورد رقابت در Dewan Rakyat تا صبح ۲۰ نوامبر ۲۰۲۲ اعلام شد. انتخابات حوزه انتخابیه پادانگ سرای به دلیل مرگ نامزد پاکاتان هاراپان، کاروپپایا موتوسامی، ۳ روز قبل از روز رای‌گیری به ۷ دسامبر موکول شد. رای‌گیری در برم در روز رای‌گیری به دلیل سیل و آب و هوای نامناسب که مانع از رسیدن کارکنان رای‌گیری به شعب اخذ رای شده بود، متوقف شد و در عوض در ۲۱ نوامبر به پایان رسید.
انور ابراهیم، رئیس پاکاتان هاراپان، در ۲۴ نوامبر ۲۰۲۲ توسط یانگ دی پرتوان آگونگ، السلطان عبدالله، به عنوان نخست‌وزیر منصوب شد و سوگند یاد کرد. انور از PH, BN, GPS، واریسان، MUDA, PBM و نمایندگان مستقل پارلمان حمایت شده‌است. GRS همچنین از انور حمایت کرد. محی الدین یاسین، رئیس PN گفت که PN نقش اپوزیسیون را بازی خواهد کرد.
پس از تشکیل یک مجلس معلق حاصل از این انتخابات، انور ابراهیم از حزب ائتلافی پاکاتان هاراپان به عنوان نخست‌وزیر مالزی انتخاب گردید.
بین سال‌های ۲۰۲۰ و ۲۰۲۲، به دلیل یک بحران سیاسی، احتمال برگزاری انتخابات زودهنگام فدرال بالا بود. بی‌ثباتی سیاسی ناشی از تغییر احزاب یا ائتلاف اعضای پارلمان، همراه با پیامدهای همه گیر کووید-۱۹، به استعفای دو نخست‌وزیر و فروپاشی هر یک از دولت‌های ائتلافی مربوط از زمان انتخابات قبلی در سال ۲۰۱۸ کمک کرده‌است.
عبدالغنی صالح، رئیس کمیسیون انتخابات مالزی روز یکشنبه در یک کنفرانس خبری در پوتراجایا گفت که هیچ‌یک از ائتلاف احزاب که روز شنبه ۱۹ نوامبر در انتخابات پارلمانی شرکت کردند، اکثریت مجلس سفلی را به دست نیاورد.
مجلس نمایندگان مالزی در حال حاضر ۲۲۲ نماینده دارد که این افراد از طریق انتخابات سراسری حزب برای یک دوره ۵ ساله انتخاب می‌شوند مگر اینکه انتخابات زود هنگام برگزار گردد. هرچند طبق قانون، گزینش نخست‌وزیر از میان نمایندگان مجلس در اختیار پادشاه است اما عملاً رئیس حزب حاکم یا بزرگ‌ترین حزب ائتلاف حاکم، بعنوان نخست‌وزیر منصوب می‌گردد.